# Jean-Paul Thonier
Jean-Paul Thonier, né le 25 mars 1952 à Saint-Germain-des-Fossés (Allier), est un général de corps d'armée français.

## Biographie
Engagé volontaire au titre de l’infanterie et des troupes de marine en septembre 1970, il rejoint le Centre d'instruction infanterie et troupes de marine (CIITDM) de Fréjus, puis en mars 1971 la 45e promotion de l’École nationale des sous-officiers d'active de Saint-Maixent. Il est admis à l'École militaire interarmes de Coëtquidan en septembre 1974.
À sa sortie d'école en septembre 1975, il choisit l'arme des troupes de marine, spécialité infanterie et poursuit sa formation à l'École d'application de l'infanterie à Montpellier
En 1976, il est affecté au groupement d'instruction des troupes de marine à Fréjus en qualité de chef de section. En septembre 1978, il continue d'occuper les fonctions de chef de section au bataillon d'infanterie de marine de Tahiti.
En décembre 1980, il rejoint le 2e régiment d'infanterie de marine au Mans où il exerce la fonction de chef de commando au détachement d'assistance opérationnelle. Le 9 février 1982, il prend le commandement de la 4e compagnie de combat.
En juin 1984, il est désigné pour servir à l'état-major du commandement supérieur des Antilles-Guyane à Fort-de-France, comme chef de la section soutien du bureau logistique. En août 1986, il rejoint les écoles de Coëtquidan en qualité d'officier supérieur adjoint du chef d'état-major. En septembre 1988, il est admis comme stagiaire de la 102e promotion de l’École supérieure de guerre à Paris. En juin 1990, de retour au 2e régiment d'infanterie de marine au Mans, il prend les fonctions de chef du bureau opérations-instruction. De juin 1992 à juillet 1994, il est chef du 3e bureau de l'état-major des forces armées de Nouvelle-Calédonie. Le 3 septembre 1994, il prend le commandement du 2e régiment d'infanterie de marine au Mans. En septembre 1996, il est détaché à Bangui comme conseiller défense du président de la République centrafricaine.
À son retour en métropole en juillet 1997, il est nommé chef d'état-major de la 9e division d'infanterie de marine à Nantes. De juillet 1999 à juillet 2001, il commande les forces terrestres stationnées à Djibouti. D’août 2001 à août 2002, il sert à l’état-major des armées comme chef de la section Afrique-Proche et Moyen-Orient de la division « monde et moyens ». De septembre 2002 à juin 2003, il est adjoint au général commandant l’état-major de force (no) à Besançon. De juillet 2003 au 30 juin 2005, il commande la 9e brigade légère blindée de marine. Du 1er juillet 2005 au 31 août 2007 il occupe les fonctions d’adjoint pour l’outre-mer juillet 2005 au 31 août 2007 il occupe les fonctions d’adjoint pour l’outre-mer et l’étranger du général gouverneur militaire de Paris, commandant la région terre Ile-de-France et commandant organique terre pour l’outre-mer et l’étranger. Il est nommé adjoint au général commandant la force d'action terrestre à Lille le 1er septembre 2007 puis commandant en second des forces terrestres du 1er juillet 2008 au 1er août 2009.
Le général de corps d'armée Jean-Paul Thonier a participé aux opérations au Liban (Diodon II et V 1983 - 1984), en République centrafricaine (Barracuda 1981- Almandin 1996), dans le golfe Persique (Daguet 1991), à Djibouti (Godoria 1991), en ex-Yougoslavie (Forpronu 1992-1994-1995), en République démocratique du Congo (Artemis 2003), en Côte d'Ivoire (Licorne 2004-2005).
Admis en 2e section des officiers généraux le 1er août 2009, il est titulaire d’un module d’enseignement à l’Institut d'études politiques de Strasbourg pour le master 2 Sécurité de l'Europe et stabilité internationale et intervenant à l’École nationale d'administration sur des sujets touchant à la politique de sécurité et de défense.
Jean-Paul Thonier est marié et est père de deux filles.

## Décorations
|  |  |  |
|  |  |  |

### Intitulés
- Grand officier de la Légion d'honneur ;
- Grand officier de l'ordre national du Mérite ;
- Croix de la valeur militaire, six citations ;
- Croix de guerre des Théâtres d'opérations extérieures, une citation ;
- Médaille d'outre-mer avec agrafes « Liban », « Moyen-Orient », « Centrafrique », « Congo », « Côte d’Ivoire » ;
- Médaille commémorative française avec agrafe « Ex-Yougoslavie ».
- Commandeur de l'ordre royal de l'Étoile polaire (Suède) ;
- Officier de l’ordre national du 27 juin 1977 (Djibouti) ;
- Officier de l'ordre de la reconnaissance centrafricaine ;
- Chevalier de l’ordre du Mérite centrafricain.